# Rákospalota-Kertváros megállóhely
Rákospalota-Kertváros megállóhely egy budapesti vasútállomás, melyet a MÁV üzemeltet.

## Vasútvonalak
Az állomást az alábbi vasútvonalak érintik:
- Budapest–Vácrátót–Vác-vasútvonal

## Kapcsolódó állomások
A vasútállomáshoz az alábbi állomások vannak a legközelebb:
- Rákospalota-Újpest vasútállomás
- Alagimajor megállóhely

## Megközelítés budapesti tömegközlekedéssel
- Busz:  125, 170, 225, 270
- Éjszakai busz:  950

## Forgalom
| Járat | Útvonal | Gyakoriság |
| ----- | --- | ---------- |
| S71   | Budapest-Nyugati – Rákosrendező – Istvántelek – Rákospalota-Újpest – Rákospalota-Kertváros – Alagimajor – Fót – Fótújfalu – Fótfürdő – Csomád – Ivacs – Veresegyház – Erdőkertes – Vicziántelep – Őrbottyán – Rudnaykert – Váchartyán – Csörög – Máriaudvar – Vác-Alsóváros – Vác | Óránként   |